# Paul McCloy
Paul McCloy, född 6 november 1963, är en friidrottare från Kanada. Han deltog vid olympiska sommarspelen 1988.